# Andrzej Popiel (1936–2020)
Andrzej Tadeusz Sulima-Popiel (ur. 24 stycznia 1936 w Krakowie, zm. 17 lutego 2020 w Gdyni) – polski aktor teatralny, filmowy i telewizyjny, bas-baryton, od 1974 roku członek zespołu Teatru Muzycznego w Gdyni, tenisista i sędzia tenisowy, kapral Ludowego Wojska Polskiego, działacz opozycji demokratycznej w PRL.

## Życiorys

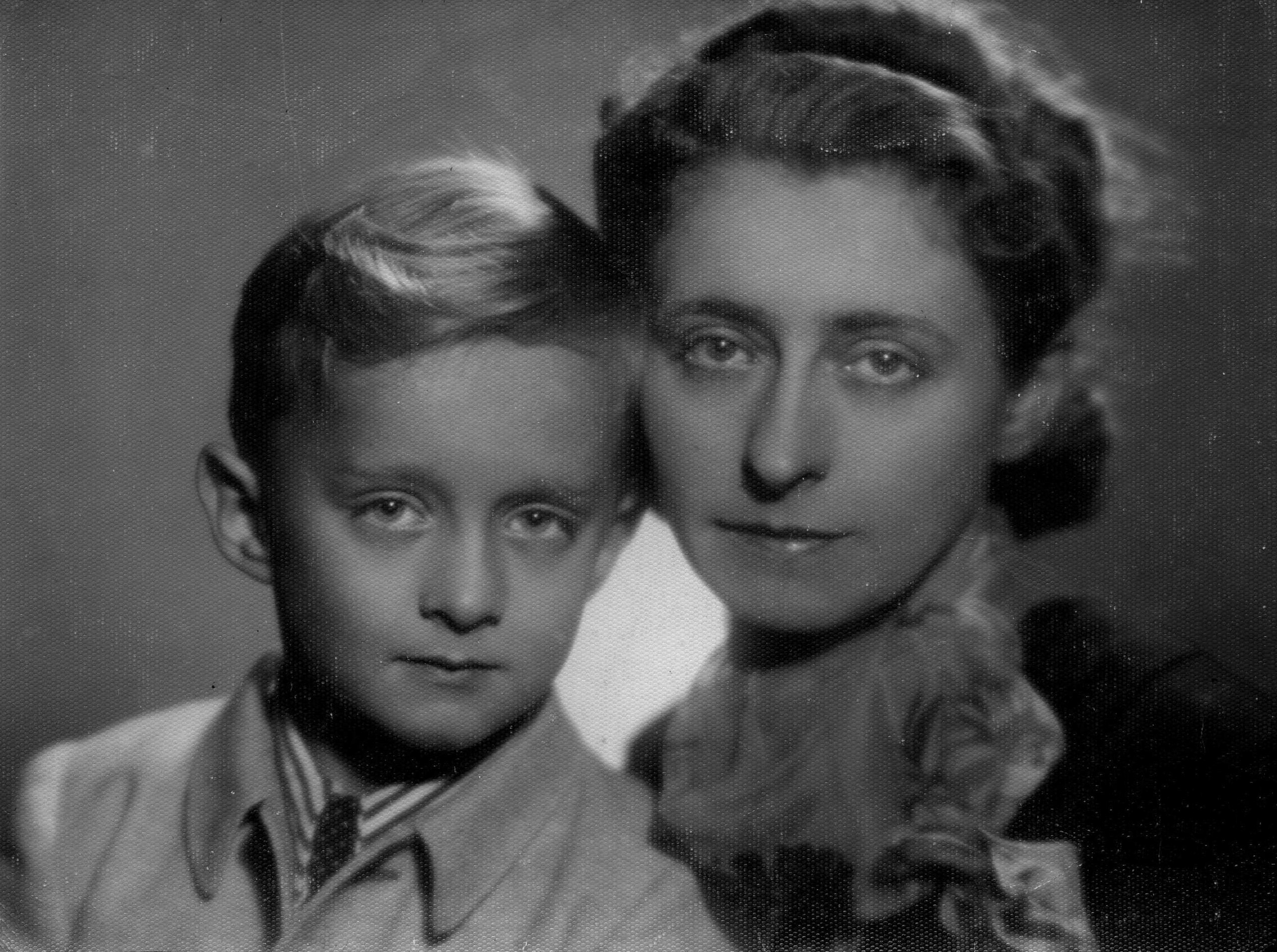
Andrzej Popiel wraz z matką Anną z domu Latinik, lata 40. XX wieku

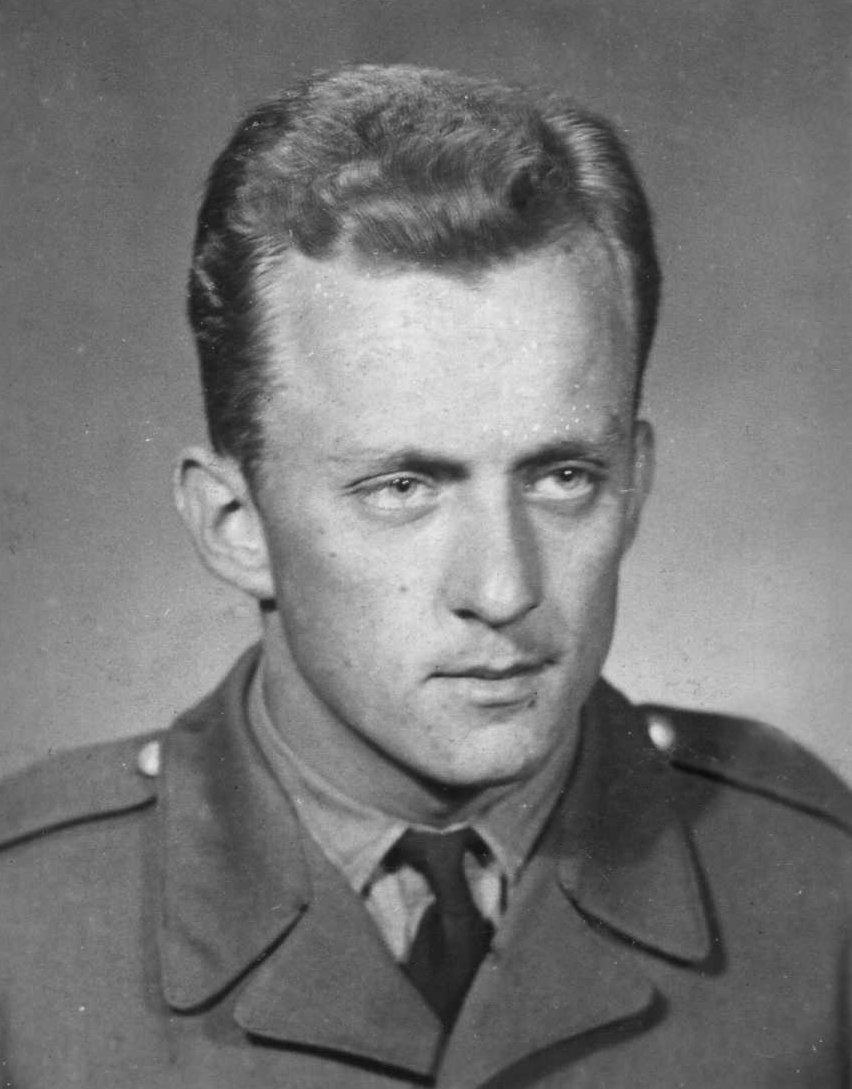
Andrzej Popiel w czasie służby wojskowej, 1959

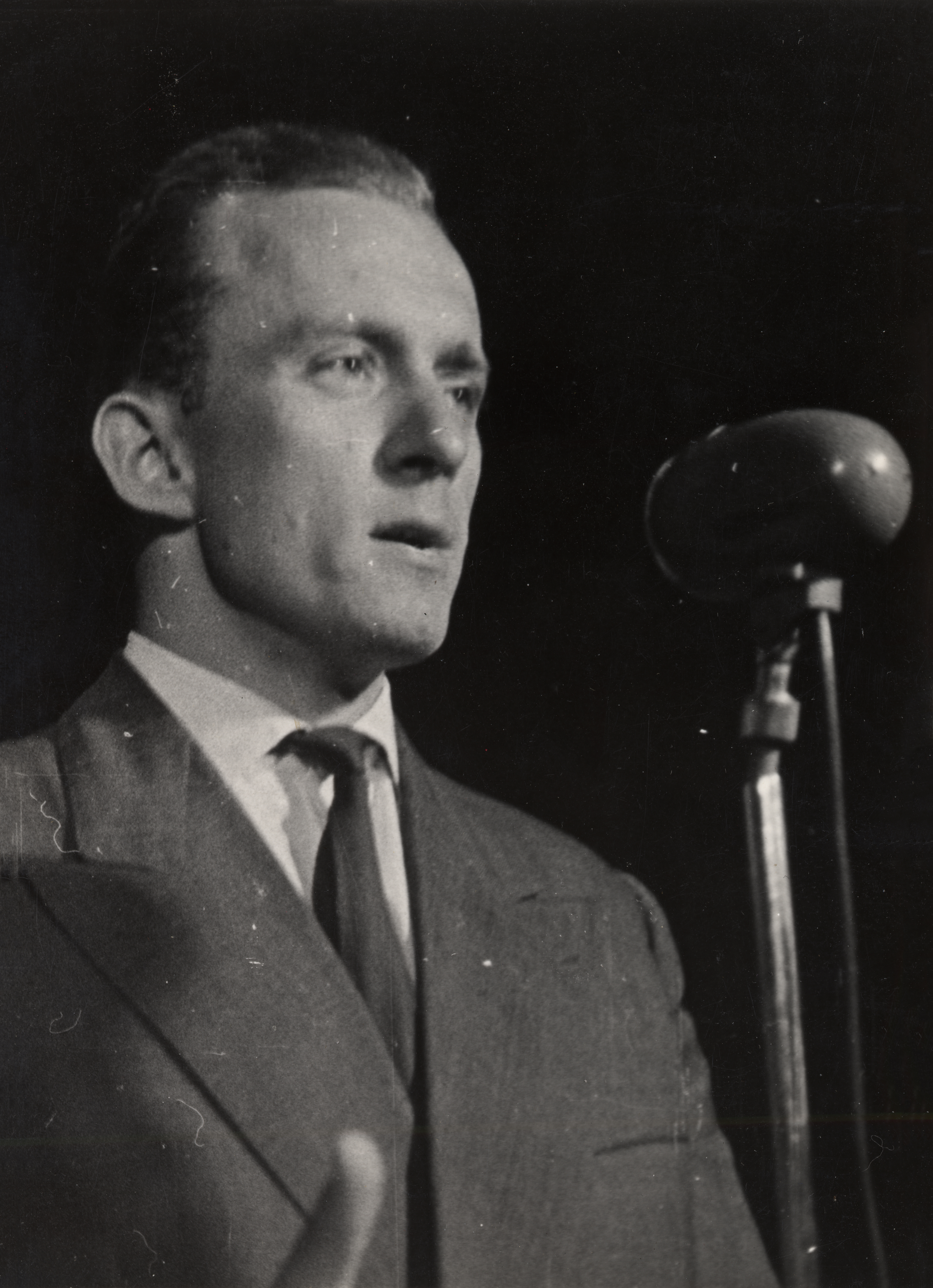
Andrzej Popiel na scenie, lata 60.

Urodził się w Krakowie jako drugie dziecko Kazimierza Popiela (1898–1957), inżyniera górnictwa; oraz Anny z domu Latinik (1902–1969), późniejszej urzędniczki sądu metropolitalnego w Krakowie, odznaczonej krzyżem Pro Ecclesia et Pontifice; wnuk Franciszka Latinika i Heleny z domu Stiasny-Strzelbickiej. Jego starszą siostrą była Irena „Ika” Popiel, zaś braćmi ciotecznymi – Janusz i Jerzy Riegerowie oraz Jerzy i Jan Vetulani.
W latach 30. Popielowie mieszkali w Borysławiu, a potem we Lwowie, gdzie Andrzej Popiel spędził pierwsze lata dzieciństwa. Jego ojciec został zmobilizowany i wziął udział we wrześniu 1939 roku w wojnie obronnej przed agresją niemiecką. Po przejściu szlaku bojowego został internowany na Węgrzech, a następnie, po wkroczeniu armii niemieckiej, aresztowany przez Gestapo i zesłany do obozu koncentracyjnego Dachau.
Aby uniknąć wywózki na wschód, pozostała we Lwowie matka Anna Popielowa w 1940 roku przeniosła się wraz z dziećmi na stałe do domu swoich rodziców, do Krakowa. Tam w czasie okupacji niemieckiej Andrzej Popiel ukończył pierwszą i drugą klasę szkoły podstawowej, dodatkowo uczęszczając na prywatne lekcje w mieszkaniu przy placu Biskupim.
Bezpośrednio po zakończeniu okupacji, od trzeciej klasy Andrzej Popiel uczęszczał do Szkoły Ćwiczeń przy Państwowym Pedagogium w Krakowie. Ukończył Liceum Salezjanów w Ostrzeszowie. Po zdaniu matury studiował metalurgię na Akademii Górniczo-Hutniczej i prawo na Uniwersytecie Jagiellońskim, jednak żadnego z tych kierunków nie ukończył.
W latach 1953–1958 zawodniczo uprawiał tenisa jako zawodnik KS Cracovia, gdzie jego trenerem był Krzysztof Herbst, a okazjonalnie także Józef Hebda. Ten ostatni zachęcał Popiela do kontynuowania kariery sportowej. Popiel zrezygnował jednak z gry w tenisa, jako że było to wówczas zajęcie słabo opłacane i nie dające perspektyw życiowych.
W drugiej połowie lat 50. służył w dowództwie wojsk lotniczych Ludowego Wojska Polskiego. Ukończył służbę ze stopniem kaprala. W latach 1958–1960 brał udział w testach spadochronów dla wojska. Na przestrzeni trzech lat wykonał sto dwadzieścia trzy skoki na spadochronach na terenie lotniska w Boernerowie, jako jeden z dwunastu testerów w grupie.
Wciągnął się w działalność teatralną w Studenckiej Estradzie Rozrywkowej w Krakowie, gdzie debiutował w 1955 roku wraz z Markiem Walczewskim we wspólnym programie Raz na lewo, raz na prawo (przy realizacji współpracował z nimi wówczas jako członek ekipy technicznej Jerzy Bińczycki). Gościnnie występował w będącej u progu swej działalności Piwnicy pod Baranami. Karierę teatralną rozpoczął 13 kwietnia 1961 roku w Estradzie Kraków, debiutując w spektaklu Wesoły telewizor; i występował w krakowskiej Estradzie do roku 1964.
Następnie występował w programach estradowych jako członek zawodowych zespołów wojskowych. W latach 1964–1966 związał się z Zespołem Estradowym Warszawskiego Okręgu  Wojskowego Desant, z siedzibą w Krakowie. Pod koniec 1966 roku wystąpił w Estradzie Bydgoskiej wraz z Fryderyką Elkaną w programie Ewa, córka Ewy z muzyką Katarzyny Gärtner.
W 1968 roku na kilka miesięcy związał się z zespołem marynarki wojennej Flotylla w Gdyni, gdzie został zaangażowany wspólnie z Joanną Rawik. W latach 1968–1972 występował z warszawskim zespołem służby inżynieryjno-budowlanej Wesoła Drużyna. Jako członek tej grupy zdobył w 1970 roku nagrodę indywidualną na Festiwalu Zespołów Artystycznych Wojska Polskiego w Połczynie-Zdroju za wykonanie piosenki Transport Mateusza Święcickiego.
W 1972 roku rozpoczął występy w Teatrze Muzycznym w Łodzi. Był obsadzany w głównych rolach w sztukach My chcemy tańczyć (1973) w reżyserii Włodzimierza Kwaskowskiego oraz Wielka Aleja (1973).
W 1974 roku związał się z Teatrem Muzycznym w Gdyni, gdzie został przyjęty do zespołu przez Danutę Baduszkową. Został wówczas na dwa tygodnie przed premierą obsadzony w głównej roli w Przygodach Sindbada Żeglarza, w zastępstwie za Zenona Bestera, który w trakcie prób do spektaklu dostał na scenie krwotoku i nie był w stanie kontynuować pracy. Przez kolejne lata Andrzej Popiel był członkiem zespołu Teatru Muzycznego w Gdyni. W latach 70. i 80. był obsadzany zazwyczaj w rolach pierwszoplanowych, od lat 90. w rolach drugoplanowych, m.in. jako rabin w Skrzypku na dachu w inscenizacji Jerzego Gruzy (1984) – spektaklu wystawionym również w Teatrze Wielkim w Warszawie (1993). W inscenizacji Pana Tadeusza w reżyserii Adama Hanuszkiewicza na deskach Teatru Miejskiego w Gdyni odegrał rolę Podkomorzego (1991).
W latach 1981–1982 na zaproszenie Zbigniewa Marka Hassa prowadził dla słuchaczy Studium Wokalno-Aktorskiego przy Teatrze Muzycznym w Gdyni wykłady będące wstępem do rozważań o teatrze i jego roli. Ponadto współpracował indywidualnie z młodymi artystami związanymi z Teatrem, w tym z Izabelą Trojanowską oraz Bożeną Zawiślak. Nie podjął się działalności pedagogicznej na większą skalę. W latach 70. odmówił Danucie Baduszkowej, która zaproponowała mu prowadzenie w Studium Wokalno-Aktorskim zajęć z interpretacji piosenki, zaś w latach 90. odmówił propozycji kierowania Studium złożonej mu przez Jerzego Gruzę.

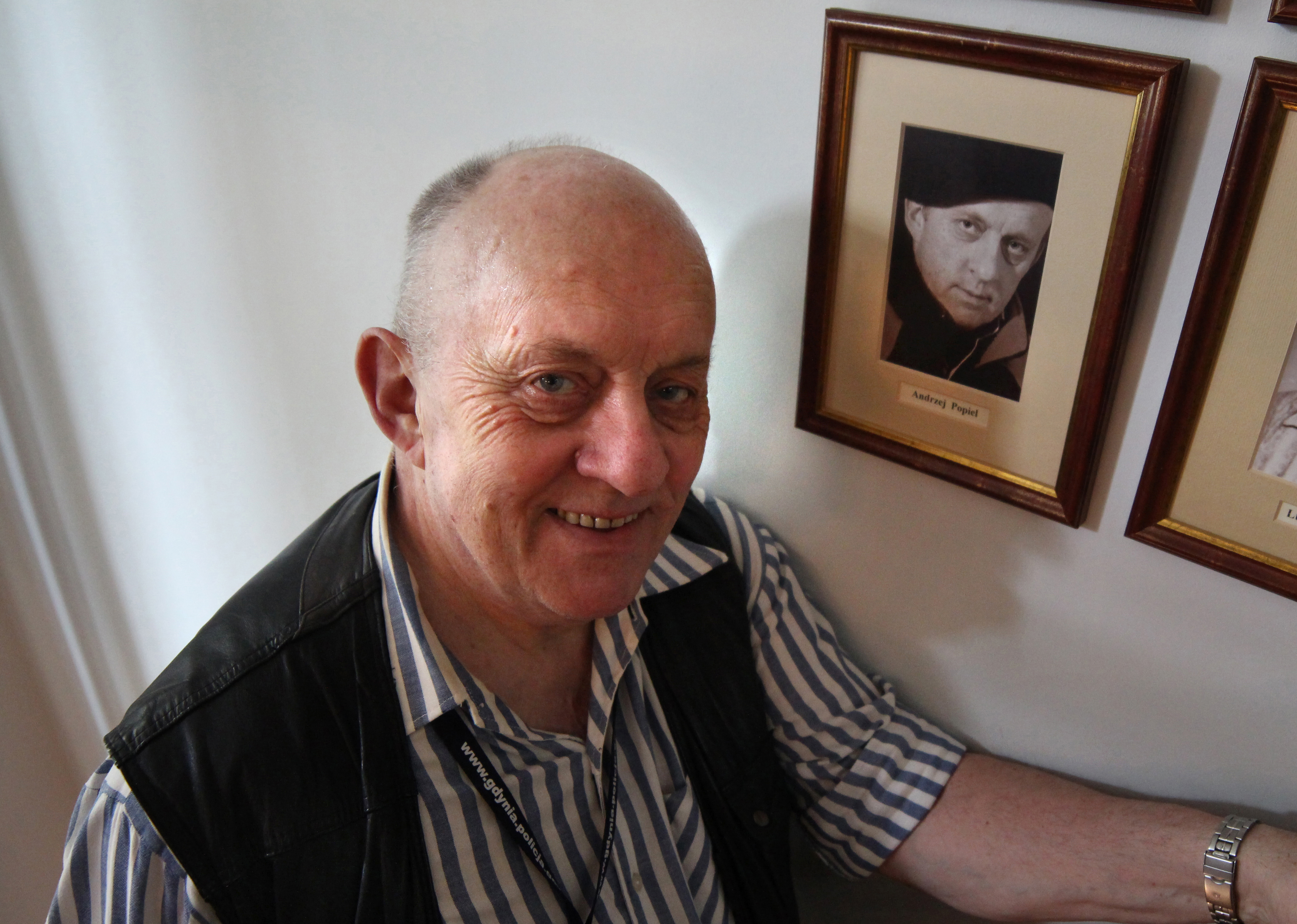
Andrzej Popiel w Klubie Aktora w Gdańsku, 2014

Był członkiem zespołu Teatru Muzycznego w Gdyni do 1997 roku. W 2014 roku powrócił na jego deski z rolą w Skrzypku na dachu, i wziął udział m.in. w prezentacji sztuki na 54. Kaliskich Spotkaniach Teatralnych. W 2011 roku był członkiem jury Konkursu Małych Form Teatralnych w Gdyni.
Występował w rolach epizodycznych w serialach telewizyjnych i filmach.
Od lat 60. należał do Związku Artystów Scen Polskich.
Był aktywnym działaczem NSZZ „Solidarność”. W czasie stanu wojennego wspierał rodziny osób internowanych. Przez szereg lat prowadził jako lektor apele poległych w rocznicę Grudnia 1970. Był współtwórcą i wykonawcą Gdyńskiej Drogi Krzyżowej, odbywanej corocznie 17 grudnia.
W 1984 roku ukończył kurs sędziowski Międzynarodowej Federacji Tenisowej w Belgradzie, uzyskując certyfikat sędziego. Sędziował jako sędzia naczelny w Pucharze Galea w Stalowej Woli (1986). Był sędzią międzynarodowych mistrzostw Polski oraz turniejów WTA w Sopocie. W maju 1999 roku był sędzią tenisowego turnieju dla niepełnosprawnych V Petrochemia Polish Open.
W wydanej w 2005 roku przez Polską Akademię Umiejętności monografii Adam Vetulani (1901–1976) opublikował rozdział Adam Vetulani – mój Wuj i Profesor.
W styczniu 2016 roku prezydent RP Andrzej Duda przesłał na jego ręce list gratulacyjny z okazji jego osiemdziesiątych urodzin.
Zmarł 17 lutego 2020 w Gdyni, w wieku osiemdziesięciu czterech lat. 27 lutego 2020 odbyła się msza żałobna w kościele św. Rodziny przy ul. Kołłątaja w Gdyni, z udziałem sztandaru Solidarności. Pogrzeb Andrzeja Popiela miał miejsce 6 marca 2020 na cmentarzu Rakowickim w Krakowie. Prochy Andrzeja Popiela złożono w grobie rodzinnym. Pogrzeb miał charakter katolicki. List pożegnalny w imieniu Gdańskiego Oddziału Związku Artystów Scen Polskich odczytała w czasie uroczystości Bożena Zawiślak-Dolny.
Andrzej Popiel był kawalerem i nie miał dzieci.

## Spektakle

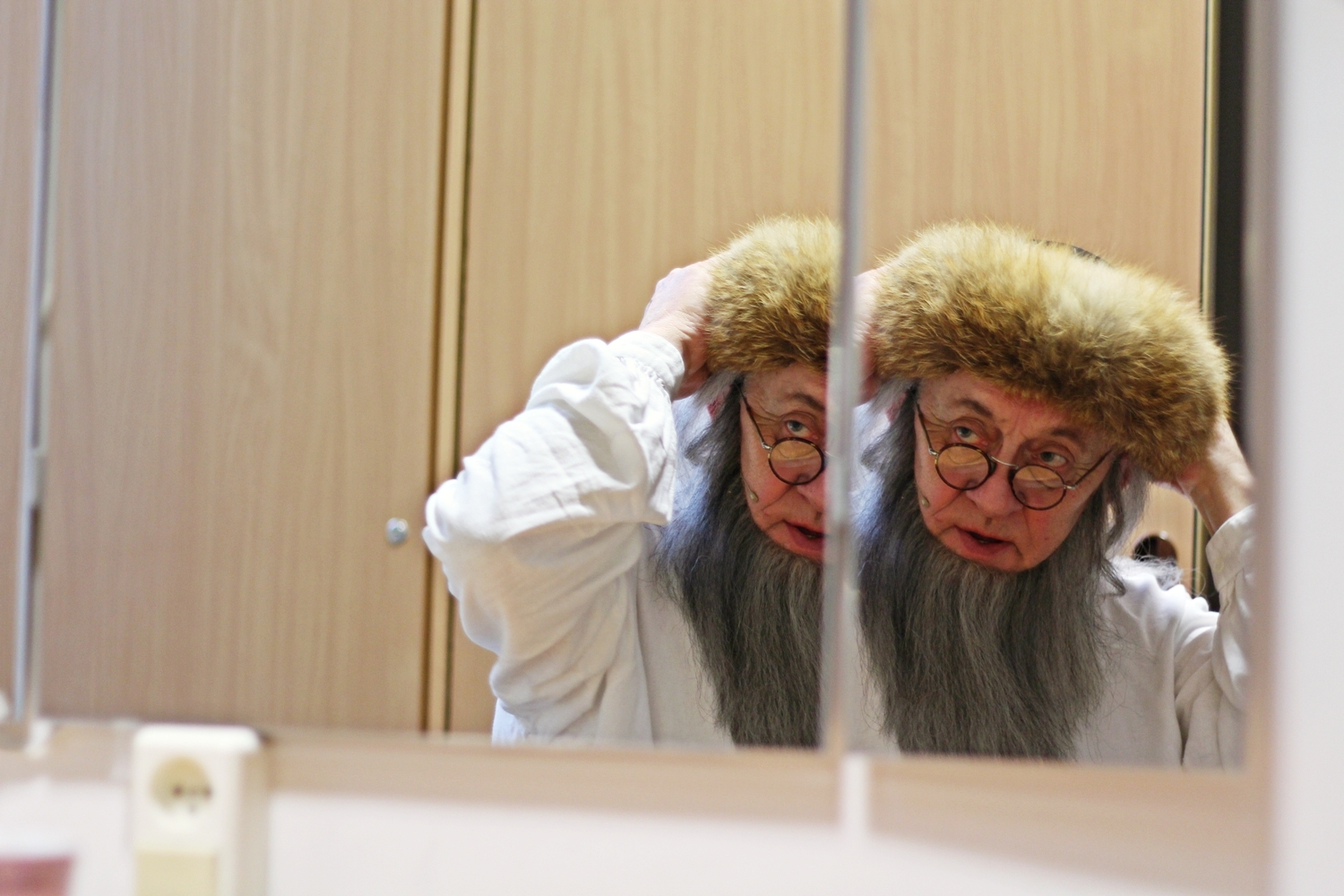
Andrzej Popiel w garderobie Teatru Muzycznego w Gdyni przygotowując się do występu w Skrzypku na dachu w roli rabina, 2014

- 1961: Wesoły telewizor (Estrada Kraków)
- 1972: Opiekun mojej żony (Teatr Muzyczny w Łodzi, reż. Włodzimierz Kwaskowski) jako Pincon[i]
- 1973: My chcemy tańczyć (Teatr Muzyczny w Łodzi, reż. Włodzimierz Kwaskowski) jako Wołobia[j]
- 1973: Wielka Aleja (Teatr Muzyczny w Łodzi, reż. Henryk Mozer) jako Filip[k]
- 1973: Dziewczyna Szeryfa (Teatr Muzyczny w Łodzi) jako pianista Max Meyer[l]
- 1973: Kariera Nikodema Dyzmy (Teatr Muzyczny w Łodzi, reż. Jan Perz) jako Litwinek
- 1973: Baśń o grających jabłkach (Teatr Muzyczny w Łodzi, reż. Włodzimierz Kwaskowski) jako Zły czarodziej
- 1974: Przygody Sindbada Żeglarza (Teatr Muzyczny w Gdyni, reż. Maria Straszewska) jako Sindbad[m]
- 1975: Madame Sans-Gene (Teatr Muzyczny w Gdyni, reż. Ryszard Ronczewski) jako Canouville
- 1975: Ech, Jabłoczko (Teatr Muzyczny w Gdyni, reż. Ryszard Ronczewski) jako Brabiaga, marynarz, oficer czerkieski[n]
- 1976: Skowronek (Teatr Muzyczny w Gdyni, reż. Danuta Baduszkowa) jako Lajos[o]
- 1976: Baśń o grających jabłkach (Teatr Muzyczny w Gdyni, reż. Ryszard Ronczewski) jako Zły czarodziej
- 1976: Promises, promises (Teatr Muzyczny w Gdyni, reż. Danuta Baduszkowa, Zbigniew Bogdański) jako Kirkeby
- 1977: Dzielny wojak Szwejk (Teatr Muzyczny w Gdyni, reż. Zbigniew Bogdański) jako generał Schwartzburg
- 1978: Dwie księżniczki (Teatr Muzyczny w Gdyni, reż. Ryszard Ronczewski) jako książę Bolko
- 1978: Nasz człowiek w Hawanie (Teatr Muzyczny w Gdyni, reż. Danya Krupska, Zbigniew Bogdański) jako doktor Hasselbacher[p]
- 1978: Stan wyjątkowy (Teatr Muzyczny w Gdyni, reż. Stanisław Syrewicz) jako tajniak
- 1979: Cud mniemany, czyli Krakowiacy i Górale (Teatr Muzyczny w Gdyni, reż. Andrzej Ziębiński, Zofia Kuleszanka) jako Wawrzeniec
- 1979: Chłopiec z gwiazd (Teatr Muzyczny w Gdyni, reż. Ryszard Ronczewski) jako ojciec
- 1980: Słowik (Teatr Muzyczny w Gdyni, reż. Wojsław Brydak) jako rybak
- 1980: Kolęda-Nocka (Teatr Muzyczny w Gdyni, reż. Krzysztof Bukowski) jako jeden z jedenastu
- 1981: Wielki świat (Teatr Muzyczny w Gdyni, reż. Stefan Wenta) jako Przewodniczący Wielkiej Organizacji
- 1982: Uciechy staropolskie lepsze i pożyteczniejsze aniżeli z Bacchusem i Wenerą (Teatr Muzyczny w Gdyni, reż. Kazimierz Łastawiecki) jako Lewiatan, Pan, Piekarz, Szlachcic
- 1982: Rozkwit i upadek miasta Mahagonny (Teatr Muzyczny w Gdyni, reż. Kari Vilenius) jako Mojżesz
- 1983: Janosik, czyli na szkle malowane (Teatr Muzyczny w Gdyni, reż. Jan Uryga) jako żandarm
- 1983: Madame Sans-Gene (Teatr Muzyczny w Gdyni, reż. Jerzy Gruza) jako Canouville[q]
- 1983: Fachowcy czyli po prostu robota (Teatr Muzyczny w Gdyni, reż. Jerzy Gruza) jako Tektura
- 1983: Perichola (Teatr Muzyczny w Gdyni, reż. Jerzy Gruza)
- 1984: Drugie Wejście Smoka czyli Franek Kimono Story (Teatr Muzyczny w Gdyni, reż. Jerzy Gruza) jako Mohamed i muszkieter
- 1984: Skrzypek na dachu (Teatr Muzyczny w Gdyni, reż. Jerzy Gruza) jako rabin
- 1985: Kabaret literacki Afanasjewa (Teatr Muzyczny w Gdyni, reż. Jerzy Afanasjew) jako Łonkow
- 1985: Czarna dziura, czyli Gwiezdne Love Story (Teatr Muzyczny w Gdyni, reż. Jerzy Gruza) jako robot Humbug
- 1985: Opera za trzy grosze (Teatr Muzyczny w Gdyni, reż. Waldemar Matuszewski) jako Peachum
- 1986: Oedipus (Teatr Muzyczny w Gdyni, reż. Pierre Cunliffe) jako niewolnik[r]
- 1988: Me and My Girl (Teatr Muzyczny w Gdyni, reż. Jerzy Gruza) jako Tomasz; Perłowy Król
- 1989: Piaf (Teatr Muzyczny w Gdyni, reż. Andrzej Pieczyński) jako Louis Leplee – Papa
- 1989: Les Misérables (Teatr Muzyczny w Gdyni, reż. Jerzy Gruza) jako biskup
- 1990: Ja kocham Rózię (Teatr Muzyczny w Gdyni, reż. Jerzy Gruza) jako arcybiskup
- 1991: Pan Tadeusz (Teatr Miejski w Gdyni, reż. Adam Hanuszkiewicz) jako podkomorzy
- 1992: West Side Story (Teatr Muzyczny w Gdyni, reż. Tomasz Dutkiewicz) jako wujek
- 1993: Skrzypek na dachu (Teatr Wielki – Opera Narodowa w Warszawie, reż. Jerzy Gruza) jako rabin
- 1996: Me and... mój teatr (Teatr Muzyczny w Gdyni, reż. Jerzy Gruza)
- 1997: Evita (Teatr Muzyczny w Gdyni, reż. Maciej Korwin)
- 2014: Skrzypek na dachu (Teatr Muzyczny w Gdyni, reż. Jerzy Gruza) jako rabin

Opracowano na podstawie materiału źródłowego.

## Filmografia

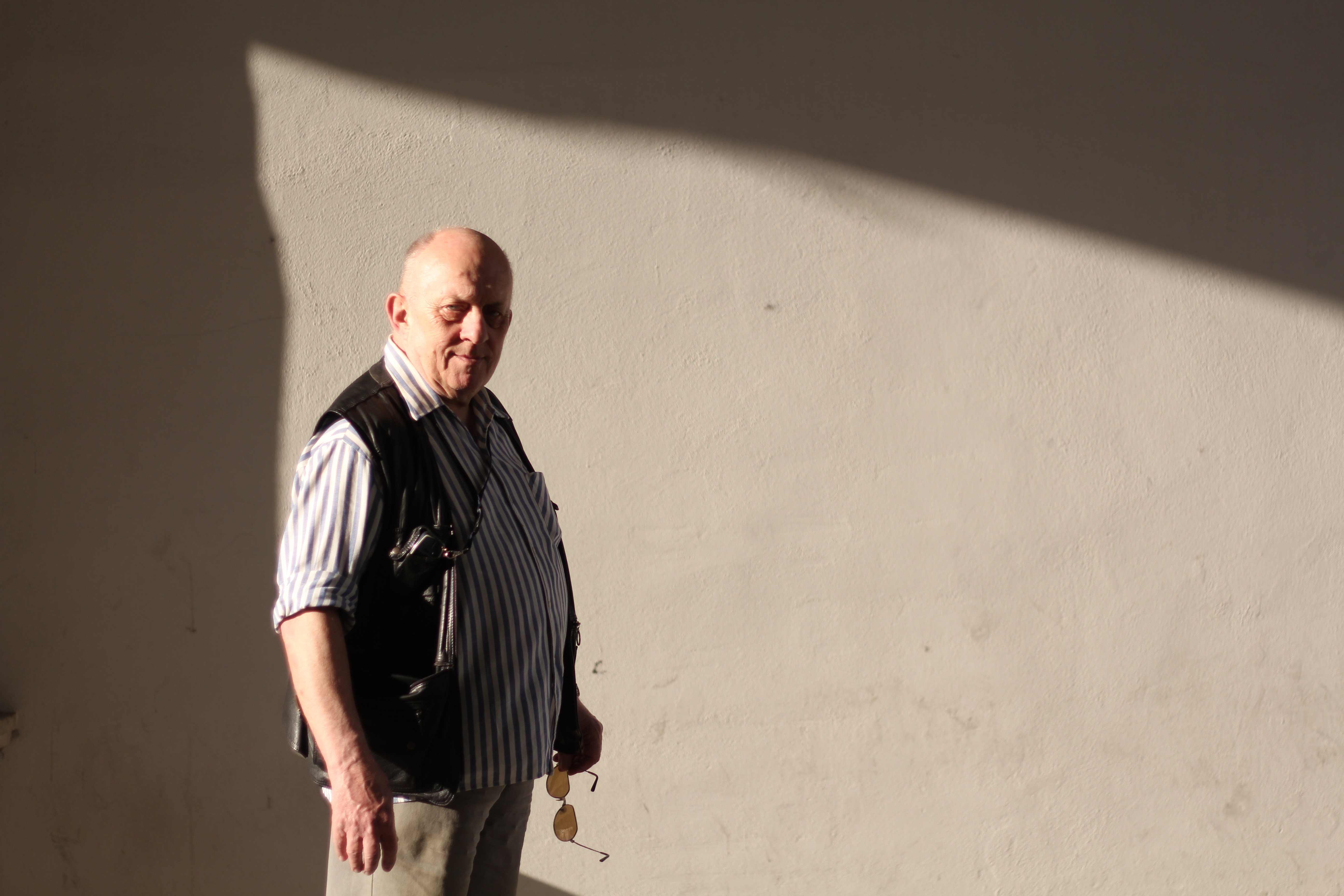
Andrzej Popiel w Gdańsku, 2014

- 1975: Jej powrót jako gość na przyjęciu[s]
- 1980: Spotkanie na Atlantyku jako pasażer[t]
- 1984: Smażalnia story jako kelner
- 1985: Lubię nietoperze jako Maks, wampir leczony przez Junga[u]
- 1986: Na kłopoty… Bednarski (odcinek Złote Runo)
- 2002: Lokatorzy (odcinek Dezerter) jako starszy sierżant sztabowy Ginda z Wojskowej Komendy Uzupełnień
- 2003: Lokatorzy (odcinek Zakazany owoc) jako ojciec Ani
- 2004: Sąsiedzi (odcinek Zalety pogodnego charakteru) jako Mariusz Kielecki
- 2006: Outlanders jako Tomasz
- 2007: Sąsiedzi (odcinek Dobra żona) jako widz na meczu hokejowym

Opracowano na podstawie materiału źródłowego.

## Nagrody i odznaczenia
- Nagroda indywidualna Festiwalu Zespołów Artystycznych Wojska Polskiego w Połczynie-Zdroju za wykonanie piosenki Transport Mateusza Święcickiego (1970);
- Brązowy Medal „Za zasługi dla obronności kraju” (1971);
- Odznaka „Zasłużony Działacz Kultury” (1983);
- Srebrny Krzyż Zasługi (1989);
- Nagroda Prezydenta Gdyni (1994)[14];
- List gratulacyjny od Prezydenta RP Andrzeja Dudy z okazji osiemdziesiątych urodzin (2016);
- Wyróżnienie Związku Artystów Scen Polskich (2018)[15].